# Saint-Girons-d'Aiguevives
Saint-Girons-d'Aiguevives é uma comuna francesa na região administrativa da Nova Aquitânia, no departamento da Gironda. Estende-se por uma área de 11,96 km². Em 2010 a comuna tinha 962 habitantes (densidade: 80,4 hab./km²).